# Limnonectes modestus
Limnonectes modestus és una espècie de granota que viu a Indonèsia.